# Banou Diawara
Banou Diawara (sinh ngày 13 tháng 2 năm 1992) là một cầu thủ bóng đá người Burkina Faso thi đấu cho câu lạc bộ tại Giải bóng đá ngoại hạng Ai Cập Smouha SC. Anh chủ yếu thi đấu ở vị trí tiền đạo.

## Sự nghiệp câu lạc bộ
Vào tháng 1 năm 2018, Diawara gia nhập AS FAR, ký bản hợp đồng 2 năm với câu lạc bộ.

## Sự nghiệp quốc tế

### Bàn thắng quốc tế
Bàn thắng và kết quả của Burkina Faso được để trước.
| #  | Ngày                 | Địa điểm                                            | Đối thủ    | Tỉ số | Kết quả | Giải đấu                 |
| -- | -------------------- | --------------------------------------------------- | ---------- | ----- | ------- | ------------------------ |
| 1. | 4 tháng 9 năm 2016   | Sân vận động 4 tháng 8, Ouagadougou, Burkina Faso   | Botswana   | 2–1   | 2–1     | Vòng loại CAN 2017       |
| 2. | 8 tháng 10 năm 2016  | Sân vận động 4 tháng 8, Ouagadougou, Burkina Faso   | Nam Phi    | 1–1   | 1–1     | Vòng loại World Cup 2018 |
| 3. | 12 tháng 11 năm 2016 | Sân vận động Quốc gia Cabo Verde, Praia, Cape Verde | Cabo Verde | 1–0   | 2–0     | Vòng loại World Cup 2018 |
| 4. | 14 tháng 11 năm 2017 | Sân vận động 4 tháng 8, Ouagadougou, Burkina Faso   | Cabo Verde | 4–0   | 4–0     | Vòng loại World Cup 2018 |
| 5. | 13 tháng 10 năm 2018 | Sân vận động 4 tháng 8, Ouagadougou, Burkina Faso   | Botswana   | 2–0   | 3–0     | Vòng loại CAN 2019       |

## Danh hiệu
- Giải bóng đá ngoại hạng Burkina Faso (1): 2014–15
- Vua phá lưới Giải bóng đá ngoại hạng Burkina Faso (2): 2013–14, 2014–15